# Zabrze Północne Wąskotorowe
Zabrze Północne Wąskotorowe - dawna wąskotorowa towarowa stacja kolejowa w Zabrzu, w województwie śląskim, w Polsce. Stacja była zlokalizowana w kilometrze 8,29 linii Bytom Karb Wąskotorowy - Markowice Raciborskie Wąskotorowe. Została otwarta w 1895 roku przez KPEV, zamknięta w 1996 roku i zlikwidowana w 1999 roku.